# Ишчанов, Рахим
Рахим Ишчанов — советский хозяйственный, государственный и политический деятель.

## Биография
Родился 20 июня 1921 года. Место рождения: Узбекская ССР, Хорезмская обл., Шаватский р-н, Чуклы с/с, к/з им. Хрущева.
Умер в 1994 году. Место смерти: Республика Узбекистан, Хорезмская обл., г. Ургенч.
Член КПСС с 1946 года.
Участник Великой Отечественной войны. 
С 1946 года — на хозяйственной, общественной и политической работе. 
В 1946—1968 годах:
- ответственный секретарь Шаватского райисполкома Хорезмской области,
- заведующий оргинструкторской группой Хорезмского облисполкома,
- председатель Ханкинского райисполкома Хорезмской области,
- секретарь Кошкупырского райкома, Хорезмского обкома КПУз,

В 1968-1980 годах председатель Хорезмского областного исполнительного комитета (облисполкома). Директор Хорезмской зональной опытной станции Всесоюзного научно-исследовательского хлопководческого института (СоюзНИХИ).
Избирался депутатом Верховного Совета Узбекской ССР 8-го, 9-го и 10-го созывов.
Делегат XXIV и XXV съездов КПСС.